# Dorfkirche Karwe

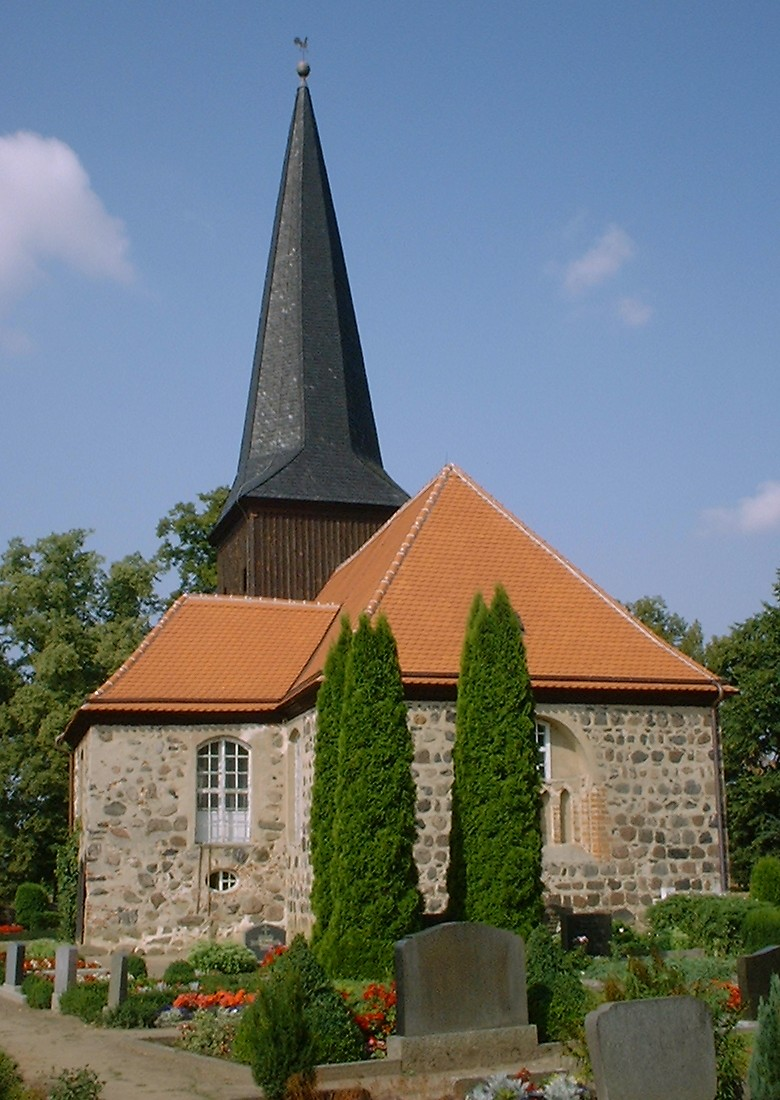
Die Dorfkirche von Osten

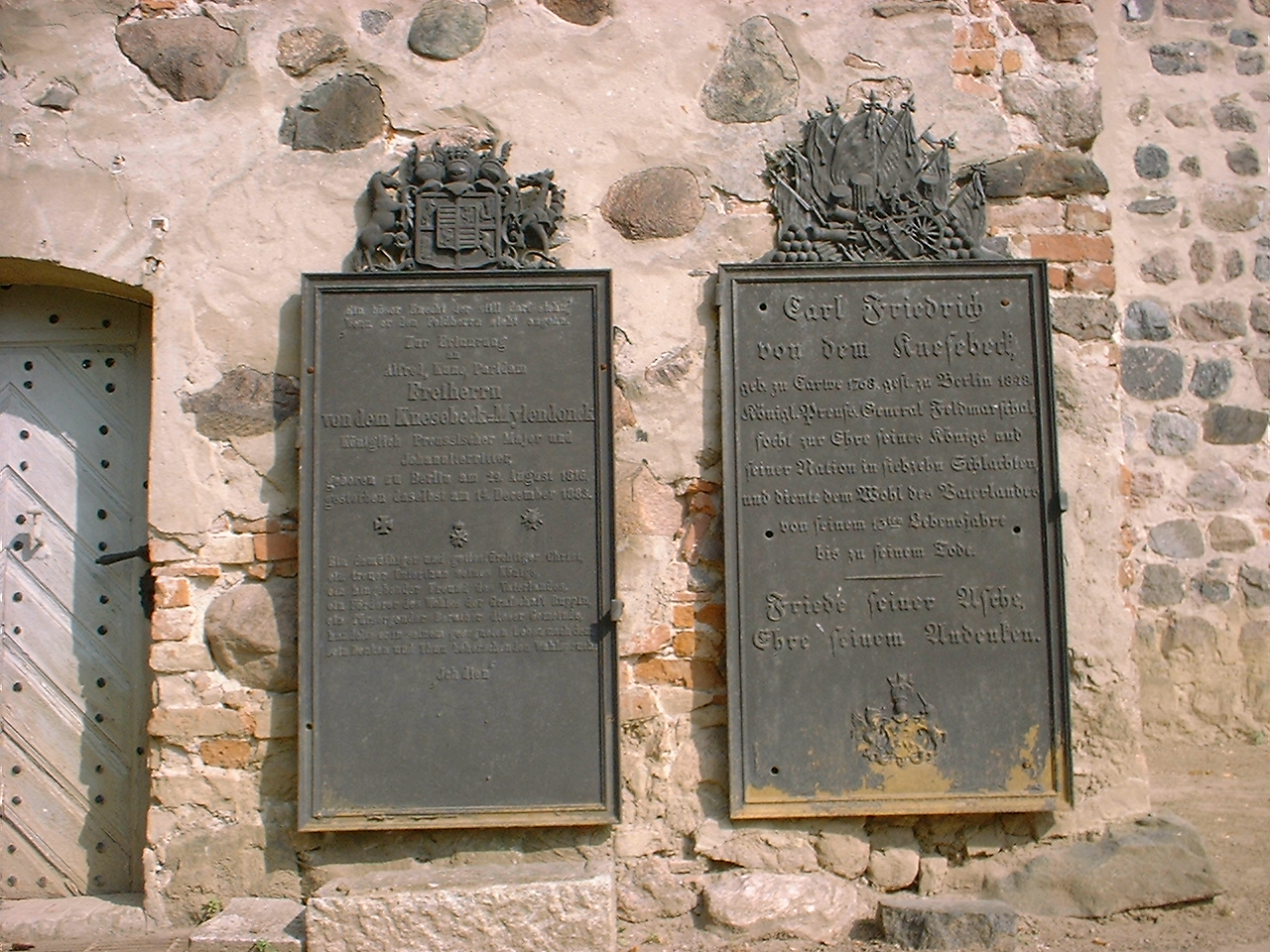
Gedenktafeln der Patronatsfamilie von dem Knesebeck-Karwe

Die Dorfkirche Karwe ist eine evangelische Kirche im Neuruppiner Ortsteil Karwe im Landkreis Ostprignitz-Ruppin in Brandenburg. Die Kirche steht unter Denkmalschutz. Die Kirche befindet sich südlich der Bahnhofstraße an der Ecke zur Lange Straße in der Ortsmitte von Karwe. Umgeben ist die Kirche von einem Kirchhof. Sie gehört zur Gemeinde Protzen-Wustrau-Radensleben im Kirchenkreis Wittstock-Ruppin der Evangelischen Kirche Berlin-Brandenburg-schlesische Oberlausitz.

## Die Kirche
Der älteste Teil der Kirche, der Ostteil der Kirche, stammt aus der Zeit um 1300. Der Westteil der Kirche wurde im Mittelalter errichtet, er ist geringfügig breiter. Während der Ostteil aus versetzten Feldsteinen erbaut wurde, besteht der Westteil aus Feldstein und Backstein, diese sind unregelmäßig angeordnet. In den Saalbau eingebunden ist ein Westturm aus Fachwerk, dieser ist verbrettert und trägt einen achteckigen Knickhelm als Dach. Um 1770 wurde an der Südseite eine Patronatsloge angebaut. In den Wänden des Schiffes sind segmentbogige Fenster im Stil des Barock eingebaut.
Im Inneren befindet sich eine verputzte Flachdecke. Geprägt wird das Innere von einem Kanzelaltar an der Ostseite aus dem Jahre 1748. Der Kanzelkorb ist flankiert von Pilastern, darüber ist ein runder Schalldeckel. Im Norden und im Westen der Kirche befinden sich Emporen aus dem 17. Jahrhundert, auf der westlichen Empore befindet sich die Orgel, das Orgelprospekt im Stil der Neurenaissance stammt aus der zweiten Hälfte des 19. Jahrhunderts. In der Chorwand sieht man eine kleine Sakramentsnische mit einer Tür aus dem Mittelalter.

## Der Kirchhof

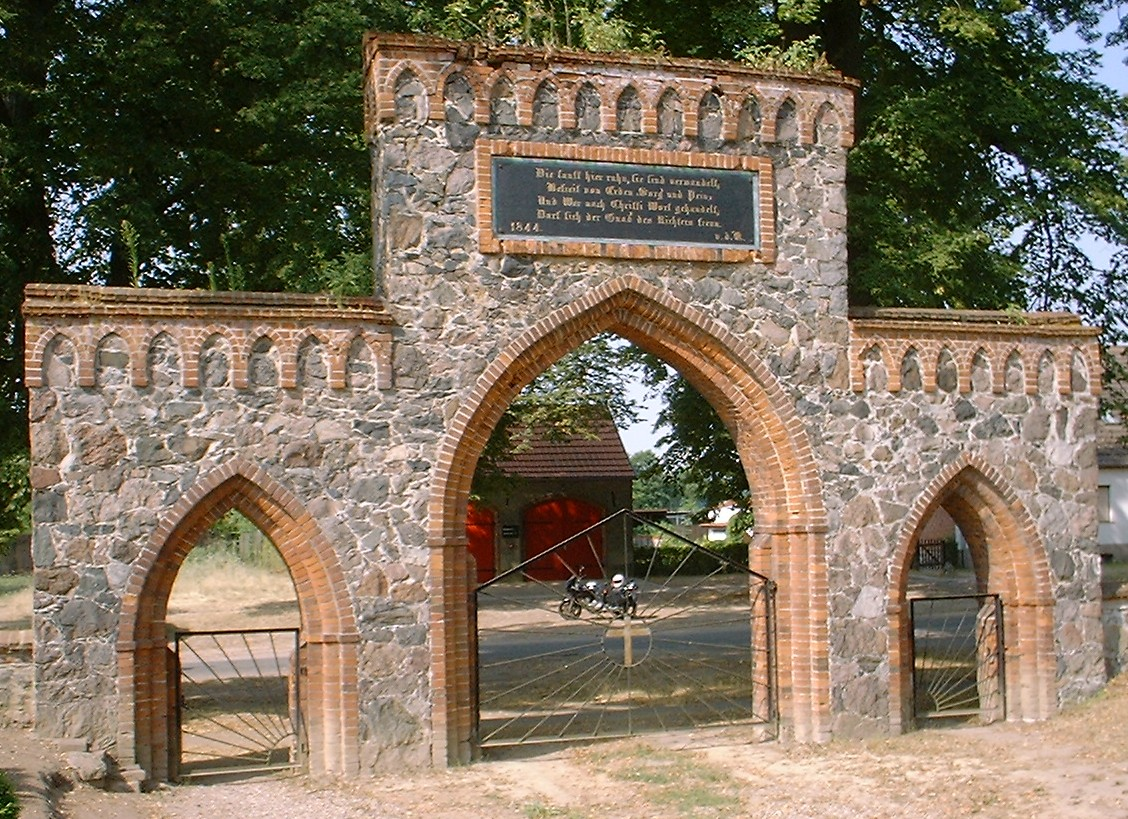
Das Portal zum Kirchhof

Der Kirchhof ist von einer Feldsteinmauer umgeben, diese Mauer hat eine Ziegelabdeckung. Die Toranlage zum Kirchhof ist dreiteilig und im Stil der Neugotik errichtet worden. Die mittlere Pforte ist höher als die andern Durchgänge, hier befindet sich eine Inschriftentafel. Die Portalwände und die Blendbogenfriese sind aus Backstein. An dem Westportal befand sich eine Glocke aus der Zeit um 1300 und ein Gedenkkreuz. Die Glocke wurde im Jahr 2007 restauriert und erklingt seitdem immer um 12 Uhr und 18 Uhr. Auf dem Kirchhof sind Gräber der Familie von der Knesebeck vorhanden, ebenso eine Gedenktafel an der Südseite der Kirche. Im nordöstlichen Teil des Kirchhofes befindet sich eine Leichenhalle aus Feldstein.